# Шалумов, Биньямин Завалунович
Биньямин Завалунович Шалумов (Binyamin Zavаlunovich Shalumov; род. 1935, Дербент, Дагестан) — советский, российский и американский художник, автор, почетный член Российской Академии Художеств (РАХ) (2011), Народный художник Республики Дагестан. Доктор технических наук (1984), профессор (1985). Действительный член Международной академии творчества, Член Творческого союза художников России, Международной Федерации художников, Союза Американских художников «Western New York Artist’s Group», Международного Художественного Фонда, Профессионального союза художников России. Член благотворительного общественного фонда поддержки горских евреев «СТМЭГИ».

## Биография
Биньямин Завалунович Шалумов (Binyamin Zavalunovich Shalumov) родился в 1935 году в Дагестане. Учился в Грозненском нефтяном институте. В 1970 окончил аспирантуру Московского института электронного машиностроения и защитил кандидатскую диссертацию на тему «Материалы для полупроводниковой техники». В середине 1970-х назначен Главным Химиком при Министерстве химической промышленности СССР по направлению разработки технологии получения особо чистых химических материалов. В 1984 защищает докторскую диссертацию, один из основателей и разработчиков волоконной оптики в СССР. Преподавал в Московском институте электронного машиностроения на кафедре общей физической химии. В 1985 году защитил докторскую диссертацию и получил звание профессора. Автор около 300 научных статей и патентов.
Иммигрировал в США в 1994. В 1998, получив международное признание в науке, он неожиданно для себя и окружающих — становится художником, и после успешного периода жизни в науке он полностью посвящает себя живописи, реализовав свой творческий потенциал в искусстве. В 2002 году закончил класс портретной живописи известного американского художника Джорджа Пальмера — профессора кафедры живописи университета в США.
За короткий срок художественной деятельности он стал членом Творческого Союза Художников России и Международной Федерации Художников, членом Союза Американских Художников «Western New York Artist’s Group», членом Международного Художественного Фонда, обладателем премий многих художественных выставок.
В 2005 году издательством «Радуница» была выпущена книга-альбом живописных и графических работ художника «Мир в полотнах».
За вклад в отечественную культуру награждён медалью Творческого Союза Художников России и Международной Федерации Художников. В 2006 году за вклад в мировую науку и искусство, а также за проведение своим творчеством идеи укрепления дружественных связей между людьми разных стран и континентов Биньямин Шалумов посвящён в рыцари Международного Рыцарского Ордена Александра Великого. В 2007 награждён Всероссийским Орденом Петра Великого I степени.
В 2007 году на базе живописных работ и фотографий, сделанных автором во время своего путешествия по Дагестану, вышла книга Биньямина Шалумова «Из Дагестана по всему миру. Возвращение в рай». Автор посвятил эту работу своей земле и землякам. По решению президента Республики Дагестан фолиант используется в представительских целях.
В 2012 году вышла в издательстве «Собрание» книга мемуаров «В поисках гармонии», повествующая о времени и людях долгого периода жизни — детства, молодости, творчества в науке и живописи. Первый, по-настоящему, литературный опыт, но он открыл ещё один дар художника и ученого — писательский: состоялась книга, написанная хорошим языком. Автор предисловия к мемуарам Леонид Шинкарев отметил: «Его записки дышат бесконечной признательностью предкам, отцу и матери, близким родственникам, коллегам, даже случайным встречным, кому автор хоть самой малостью обязан».

## Творчество и выставки
Биньямин Шалумов участник более сорока выставок, в том числе около тридцати персональных, в России, Америке, Канаде, Европе. Его произведения находятся в частных коллекциях в России, США, Канаде, Англии, Швеции, Израиле, Чехии, Швейцарии, Бельгии, Германии, Украине, Казахстане, Доминиканской Республике.
Картины художника включены в собрания Музея Европейского Искусства (США), Музея Фонда культуры Германии, в Государственном Историко-Архивном и художественном музее-заповеднике «Древний Дербент», Музей истории мировых культур и религий в Дербенте (Дагестан), Мэрии Москвы, Постоянном представительстве Дагестана, Посольстве США в Москве, а также в различных культурных и деловых учреждений г. Москвы.

## Выставки
1999
- Галерея Еврейского Культурного центра, Buffаlo NY (персональная)
- Центральный выставочный зал, «Художественный фестиваль 1999», Buffаlo NY
- Галерея «Fine Line Art», Buffаlo, NY
- Иллюстрация книги стихов поэта Самуила Сегаль «Пришли другие времена»

2000
- Художественная галерея Центрального дома пенсионеров Amherst, NY (персональная)
- Центральный выставочный зал Ассоциации художников Williamsville, «Весенний смотр живописи 2000», Buffаlo NY
- Галерея «Партнерство», Третья ежегодная выставка «In Our Own Back Yard», N. Tonawanda NY

2001
- Центральный выставочный зал Ассоциации художников Williamsville, «Фестиваль искусств 2001». Buffаlo NY
- Центральный выставочный зал Ассоциации художников Williamsville, «Зимний смотр живописи 2001», Buffаlo NY (первая премия)

2002
- Галерея Еврейского Культурного центра, Buffаlo NY (персональная)
- Художественная галерея Центрального дома пенсионеров, Amherst NY (персональная)
- GML галерея, Boston, US (персональная)
- Галерея «Bnai Zion House», Manhattan, New York
- Центральный выставочный зал Ассоциации художников «Фестиваль искусств 2002» Buffalo NY (первая премия)
- Галерея Союза художников Western «New York Artist’s Group» Buffalo NY

2003
- Музей Европейского искусства (MEA), Clarence, US (персональная)

- Галерея Еврейского Культурного Центра на Никитской, г. Москва (персональная)
- Центральный выставочный зал Ассоциации художников, «Юбилейная выставка Ассоции», Buffаlo NY (вторая премия)
- Галерея Банка «ХОЛДИНГ КРЕДИТ», г. Москва
- Галерея Ассоциации художников «Western New York Artist Group» (Аукцион). Buffаlo NY

2004
- Музей Европейского искусства (MEA), Buffаlo NY (персональная)
- Галерея «Metropol», Buffаlo NY (персональная)
- Галерея «Carmelo, oat of arms», Lewiston, US (персональная)
- Галерея Банка «ХОЛДИНГ КРЕДИТ», г. Москва
- Картинная галерея « Partners in Art» Tonawanda, US
- Музей «Albright Knox Gallery», Buffаlo NY (победитель конкурса)
- Выставочный зал Творческого Союза Художников России, Москва (персональная)

2005
- Выставочный зал Творческого Союза Художников России, г. Москва
- Музей Европейского искусства (MEA), Buffаlo NY,США (первая и третья премии)
- Выставочный зал Дома кино «Отражение русского балета», г .Москва
- Музей «Albright Knox Gallery», Buffаlo NY (победитель конкурса)
- Государственное учреждение культуры «Галерея на Солянке», Москва — персональная выставка живописи и графики и книга-альбом картин к 70-летию Биньямина Шалумова «Мир в полотнах»[11]
- Арт-клуб «Москва», Московская городская дума, г. Москва[12]
- Полномочное Представительство Республики Дагестан при Президенте РФ, г. Москва (персональная)

2006
- TORONTO ART EXPO, Торонто, Канада
- Fine line Gallery, Buffаlo США
- Музей «Albright- Knox Gallery», США
- Музей европейского искусства (МЕА) «ART METROPOLIS», США

2007
- Выставочный зал Творческого Союза Художников России
- Музей европейского искусства в Clarence, NY (персональная)[13]
- Музей FYR arte contemporanea, «Премия Леонардо да Винчи», Флореция, Италия
- Центральный дом художника (ЦДХ) «Пространство», Москва, Россия

2008
- Международный фонд славянской письменности, Галерея Ардена «Шагая по планете», Москва, Россия[14]
- Международная выставка «ЗОЛОТАЯ КИСТЬ», Москва, Россия
- Холдинг"VIDEO INTERNATIONAL", Москва, Россия
- Музей европейского искусства (МЕА) «ART METROPOLIS», США

2009
- Музей Европейского искусства (MEA), США
- Государственный выставочный зал «НА СОЛЯНКЕ», Творческого Союза Художников «Ко дню города»
- Международная выставка «CARROUSEL DU LOUVRE», Париж, Франция

2013
- Концертный зал Государственного геологического музея им. В. И. Вернадского Российской академии наук. Юбилейная выставка «Через годы и расстояния»[15]

2014
- Постпредство Республики Дагестан «С мольбертом по городу» и презентация книги «Горские евреи» из серии «Детям о народах Дагестана»[16][17]

2015
- Выставочный зал Союза художников республики Дагестан «Из Дагестана по всему миру», Махачкала, Дагестан[18][19][7][20][21][22]
- Геологический музей в Москве. Выставка[23][24][25]

2016
- Музей истории мировых культур и религий «Тайники души джуури» Дербент, Дагестан[26][27]

2017
- Государственная Дума Российской Федерации. Выставка работ дагестанских художников «Дагестан — страна гор»[28][29]

2019
- The Pushkin Society Artist Guild (PSAG) Third Annual Exhibition. Artios Gallery, New York. «In Search of An Illusion: A Retrospective of Change»[30]
- НИИ теории и истории изобразительных искусств Российской академии художеств. Международная конференция «Образ города в художественной культуре»[10]

## Награды
- Медаль Творческого Союза Художников России
- Всероссийский Орден Петра Великого I степени
- Рыцарь Международного Рыцарского Ордена «The Order of Alexander the Great» — за вклад в мировую науку и искусство, а также за воплощение в жизнь своим творчеством идеи укрепления дружественных связей между людьми разных стран и континентов (2006 г.).